# Indiana Statehouse
Het Indiana Statehouse is de zetel van de wetgevende vergadering van de Amerikaanse staat Indiana (Indiana General Assembly). Het huist tevens het kantoor van de gouverneur van Indiana en enkele rechtbanken van de staat. Het gebouw staat in de hoofdstad van de staat, Indianapolis en heeft als adres 200 West Washington Street.
Nadat Indianapolis in 1825 hoofdstad van de staat Indiana werd zetelde de Indiana General Assembly in het Marion County Courthouse. In 1831 werd met de bouw van het State House begonnen en in 1840 werd het geopend. In 1877 werd het echter alweer gesloopt om plaats te maken voor het huidige gebouw dat door een lokale architect werd ontworpen en in 1888 zijn deuren opende.